# شیرک
شیرک فیلمی به کارگردانی داریوش مهرجویی، نویسندگی مهرجویی کامبوزیا پرتوی و تهیه‌کنندگی مسعود کیمیایی و مهرجویی محصول سال ۱۳۶۶ است.
این فیلم در ۱۱ خرداد ۱۳۶۷ در سینماهای ایران اکران شده است.

## خلاصه فیلم
روستای محل سکونت «شیرک» مورد هجوم گرازها است. پدر شیرک را گرازها کشته‌اند. حاج خالو دشتبان روستا نیز به دلیل پیری و کم سو بودن چشم نمی‌تواند به خوبی انجام وظیفه کند. شیرک به قصد کمک به حاج خالو، سگی را با مقداری خرما از کولی‌ها تاخت می‌زند و به اتفاق دوستش، کرمک، سگ را رام می‌کند، شبی که شیرک و سگ شکاری اش به کمک حاج خالو، رفته‌اند گرازها به جالیز هجوم می‌آورند. حاج خالو، شیرک و سگ به جان گرازها می‌افتند و آن‌ها را تار و مار می‌کنند.

## بازیگران
| بازیگر          | نقش      |
| --------------- | -------- |
| عزت‌الله انتظامی | حاج خالو |
| حمید جبلی       | غلام     |
| فرزانه کابلی    | انیس     |
| مهدی اسدی       | شیرک     |
| حسین پای پوزان  | کرمک     |
| محمد کنی        | مرد کولی |
| حسین حسین       | قره گل   |
| عنایت سنجری     | معلم     |
| قاسم قنبری      | پدر کرمک |
| صمد خالصی       | پدر غلام |
| صولت خالصی      | صولت     |
| آشاک قازاریان   | کدخدا    |
| خداداد خالصی    | نبی      |
| رضا رامین       | حسنک     |
| موسی برآهوئی    | موسی گنگ |

## جشنواره‌ها
- برنده لوح زرین بهترین بازیگر نوجوان (مهدی اسدی) از ششمین دوره جشنواره فیلم فجر - ۱۳۶۶
- برنده جایزه ویژه هیأت داوران (مهدی اسدی) از ششمین دوره جشنواره فیلم فجر - ۱۳۶۶
- برنده جایزه گریفون برنزی یادبود دومنیکو مکولی بهترین فیلم (مسعود کیمیایی و داریوش مهرجویی) از بیستمین دوره جشنواره بین‌المللی فیلم جیفونی ایتالیا - ۱۳۶۹
- برنده مدال طلای شهر جیفونی بهترین فیلم (مسعود کیمیایی و داریوش مهرجویی) از بیستمین دوره جشنواره بین‌المللی فیلم جیفونی ایتالیا - ۱۳۶۹
- کاندیدا بهترین کارگردانی (داریوش مهرجویی) از ششمین دوره جشنواره فیلم فجر - ۱۳۶۶
- کاندیدا بهترین نقش دوم مرد (حمید جبلی) از ششمین دوره جشنواره فیلم فجر - ۱۳۶۶